# AS Kigali FC
Association Sportive de Kigali Football Club w skrócie AS Kigali FC – rwandyjski klub piłkarski grający rwandyjskiej pierwszej lidze, mający siedzibę w mieście Kigali.

## Sukcesy
- Puchar Rwandy[1]:
  - zwycięstwo (3): 2013, 2019, 2022

- Superpuchar Rwandy[1]:
  - zwycięstwo (2): 2013, 2022

## Występy w afrykańskich pucharach
| Sezon     | Rozgrywki           | Runda    | Kraj                          | Klub                           | Dom | Wyjazd | Dwumecz      |
| --------- | ------------------- | -------- | ----------------------------- | ------------------------------ | --- | ------ | ------------ |
| 2014      | Puchar Konfederacji | wstępna  | Burundi                       | Académie Tchité FC             | 1–0 | 1–1    | 2–1          |
| 2014      | Puchar Konfederacji | 1        | Sudan                         | Al-Ahly Szandi                 | 1–0 | 0–1    | 1–1 (k. 5–4) |
| 2014      | Puchar Konfederacji | 2        | Maroko                        | Difaâ El Jadida                | 1–0 | 0–3    | 1–3          |
| 2019/2020 | Puchar Konfederacji | wstępna  | Tanzania                      | KMC FC                         | 0–0 | 2–1    | 2–1          |
| 2019/2020 | Puchar Konfederacji | 1        | Uganda                        | Proline FC                     | 1–1 | 1–2    | 2–3          |
| 2020/2021 | Puchar Konfederacji | wstępna  | Botswana                      | Orapa United FC                | 1–0 | 1–2    | 3–3          |
| 2020/2021 | Puchar Konfederacji | 1        | Uganda                        | KCCA FC                        | 2–0 | 1–3    | 4–4          |
| 2020/2021 | Puchar Konfederacji | play-off | Tunezja                       | CS Sfaxien                     | 1–1 | 1–4    | 2–5          |
| 2021/2022 | Puchar Konfederacji | wstępna  | Komory                        | Olympique de Missiri           | 6–0 | 2–1    | 8–1          |
| 2021/2022 | Puchar Konfederacji | 1        | Demokratyczna Republika Konga | DC Motema Pembe                | 1–2 | 1–2    | 2–4          |
| 2022/2023 | Puchar Konfederacji | wstępna  | Dżibuti                       | AS Ali Sabieh Djibouti Télécom | 1–0 | 0–0    | 1–0          |
| 2022/2023 | Puchar Konfederacji | 1        | Libia                         | Al-Nasr Bengazi                | 0–0 | 0–1    | 0–1          |

## Stadion
Domowe mecze klub rozgrywa na stadionie o nazwie Stade Régional Nyamirambo w Kigali, który może pomieścić 22000 widzów.

## Reprezentanci kraju grający w klubie od 2015 roku
Stan na styczeń 2023.
| - Hamdan Bayiranga - Emery Bayisenge - Janvier Benedata - Abeddy Biramahire - Latif Bishira - Andrew Buteera - Jean-Pierre Hakiri - Muhadjiri Hakizimana - Eric Iradukunda - Christian Ishimwe - Jamil Kalisa - Rachid Kalisa - Soter Kayumba - Thierry Manzi - Jimmy Mbaraga - Justin Mico - Barnabé Mubumbyi - Fred Muhozi - Rodrigue Murengezi - Janvier Mutijima - Amin Mwizerwa - Emery Mvuyekure - Michel Ndahinduka - Frédéric Ndaka - Jean-Luc Ndayishimiye - Yussuf Ndayishimiye - Jean-Claude Ndoli - Ramadhan Niyibizi - Claude Niyomugabo - Ally Niyonzima - Haruna Niyonzima - Olivier Niyonzima | - Eric Nsabimana - Dominique Savio Nshuti - Ismaël Nshutiyamagara - Tumaine Ntamuhanga - Fiacre Ntwari - Hervé Rugwiro - Farouk Ruhinda - Denis Rukondo - Michel Rusheshangoga - Emmanuel Sebanani - Ernest Sugira - Charles Tibingana - James Tubane - Jacques Tuyisenge - Pekeyake Tuyisenge - Onesme Twizerimana - Rashid Léon Harerimana - Pierre Kwizera - Claude Ndarusanze - Fuadi Ndayisenga - Landry Ndikumana - Emmanuel Ngama - Omar Ngandu - Hussein Shabani - Abdallah Sudi - Rick Allogho Mba - Raymond Fosso - Thierry Makon - Dangmo Man-Ykre - Lawrence Juma - Elias Maguri - Frank Kalanda |